# Бачинский, Михаил Львович
Михаил Львович Бачинский (1858—1937) — русский военачальник (генерал-лейтенант), геодезист.

## Биография
Родился 30 сентября 1858 года в дворянской семье Волынской губернии.
Образование получил в 1-й Полоцкой военной гимназии. В военную службу вступил 12 августа 1875 года.
Окончил Михайловское артиллерийское училище (1877). Выпущен подпоручиком (ст. 16.04.1878) в 8-ю артиллерийскую бригаду. Позже служил в 27-й артиллерийской бригаде и 3-й гвардейской и гренадерской артиллерийской бригаде.
Поручик (ст. 18.12.1878). Окончил Михайловскую артиллерийскую академию (1883).
Штабс-капитан (ст. 26.07.1883). Окончил Николаевскую академию Генерального Штаба (1889; геодезическое отделение; по 1-му разряду).
Капитан Генерального штаба (ст. 10.04.1889). На два года был прикомандирован к Николаевской обсерватории.
Состоял в числе офицеров корпуса военных топографов, положенных по штату (18.02.-17.06.1891). Отбывал лагерный сбор при Варшавском военном округе.
Старший адъютант штаба 4-й пехотной дивизии (17.06.-13.09.1891), затем старший адъютант штаба 5-й кавалерийской дивизии (13.09.1891-29.10.1892). Цензовое командование ротой отбывал в Лейб-гвардии Павловском полку (07.10.1891-27.11.1892).
Старший адъютант штаба 15-го армейского корпуса (29.10.1892-01.03.1894). Штаб-офицер для поручений при штабе Варшавского военного округа (01.03.-10.12.1894).
Подполковник (ст. 17.04.1894). Состоял в прикомандировании к Александровскому военному училищу для преподавания военных наук (10.12.1894-01.09.1899).
Полковник (пр. 1898; ст. 05.04.1898; за отличие). Начальник штаба Осовецкой крепости (01.09.-16.10.1899). Штаб-офицер при управлении 60-й пехотной резервной бригады (16.10.1899-24.10.1901). Цензовое командование батальоном отбывал в 8-м гренадерском Московском полку (10.04.-17.08.1900).
Штаб-офицер при управлении 2-й стрелковой бригады (24.10.1901-09.06.1902). Начальник штаба 5-го округа отдельного корпуса Пограничной стражи (09.06.1902-20.02.1904). Был прикомандирован к кавалерии (01.07.-28.07.1903).
Участник русско-японской войны 1904—1905. Командир 36-го Восточно-Сибирского стрелкового полка (20.02.1904-09.03.1905). Командир 2-й бригады 3-й Восточно-Сибирской стрелковой дивизии (09.03.-25.04.1905). Командир 2-й бригады 5-й Восточно-Сибирской стрелковой дивизии (25.04.1905-16.05.1906). Генерал-майор (пр. 1905; ст. 02.06.1904; за боевые отличия). В боях был ранен и контужен.
В отдельном корпусе Пограничной стражи в Заамурском военном округе с 16 мая 1906 года.
Участник Первой мировой войны. Командующий 11-й пехотной дивизией (с 18.04.1915). Генерал-лейтенант (пр. 08.05.1915; ст. 18.04.1915; за отличие по службе) с утверждением в должности начальника той же дивизии. В 1917 году командовал 7-м Сибирским армейским корпусом.
Участник Белого Движения. После окончания Гражданской войны эмигрировал во Францию.
В эмиграции в 1930-е годы вел активную лекционную работу. Выступал в Российском имперском союзе, Культурно-просветительском кружке (1934—1936), постоянно читал доклады в Российском патриотическом обществе, председателем которого он был избран. Бачинский — автор брошюры по вопросам наследия российского престола «Законный Царь: Вопрос о наследии Российского престола» (Париж, 1937).
Умер в Париже 24 октября 1937 года.
Был женат, имел четверых детей.

## Награды
- Награждён орденом Св. Георгия 4-й степени (13 октября 1916) и Георгиевским оружием (25 апреля 1916).
- Также награждён орденами Св. Станислава 3-й степени (1886); Св. Анны 3-й степени (1894); Св. Станислава 2-й степени (1896); Св. Анны 2-й степени (1903); Св. Владимира 4-й степени с мечами и бантом (1904); Св. Владимира 3-й степени с мечами (1905); Св. Станислава 1-й степени (1907).